# Rein Loik

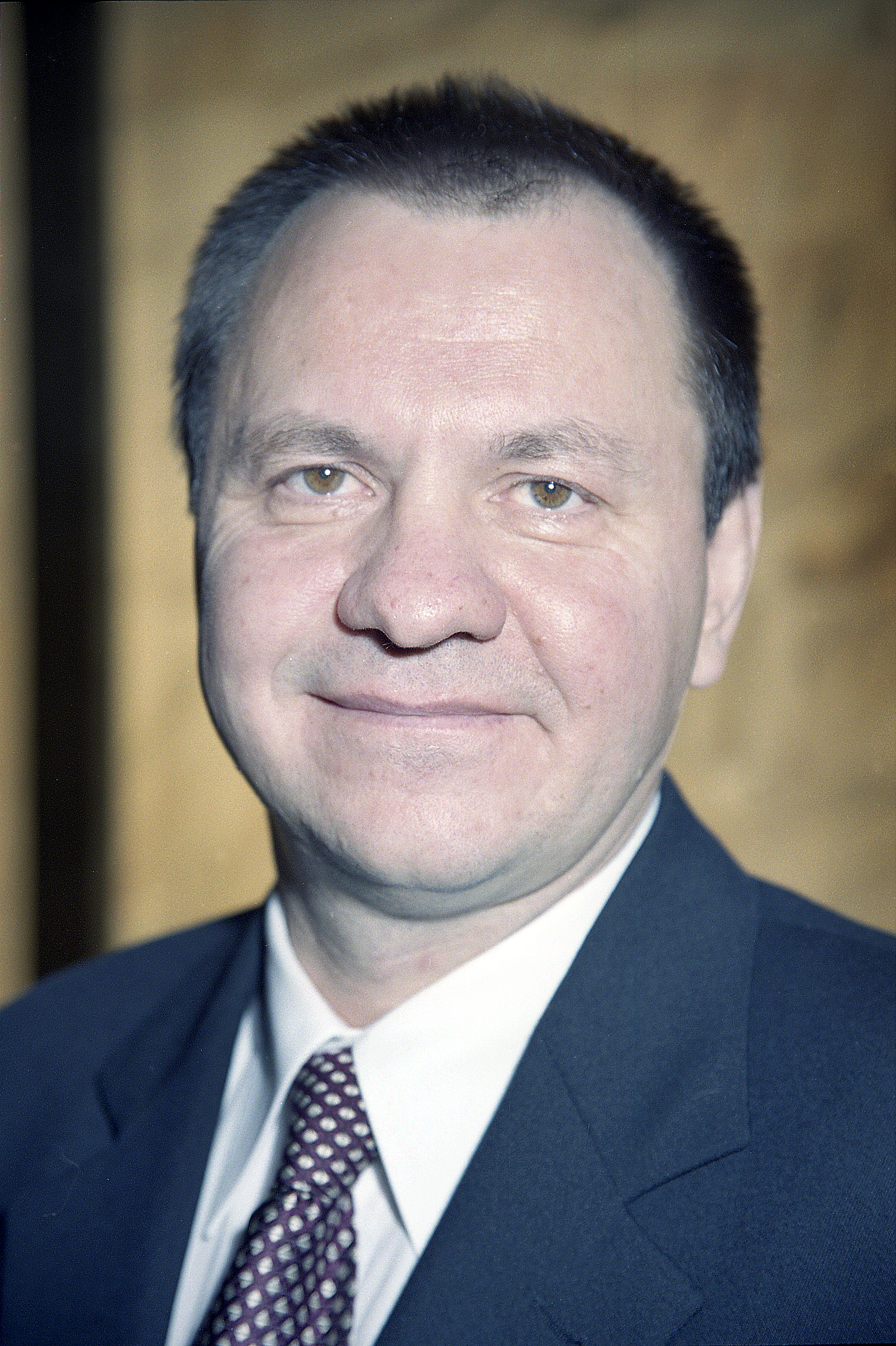
Rein Loik (1999)

Rein Loik (* 30. Juli 1950 in Kehra) ist ein estnischer Politiker und Unternehmer.

## Ausbildung
Rein Loik besuchte bis 1968 die Schule in seiner Heimatstadt Kehra im Norden Estlands ab. 1973 machte er seinen Abschluss an der Wirtschaftswissenschaftlichen Fakultät der Staatlichen Universität Tartu im Fach Wirtschaftskybernetik.

## Sowjetunion
Nach seiner akademischen Ausbildung arbeitete Loik zunächst in verschiedenen Rechenzentren in der Estnischen SSR.
Von 1980 bis 1985 war er stellvertretender Vorsitzender der Planungsabteilung des Exekutivkomitees des Rats der Volksdeputierten der estnischen Hauptstadt Tallinn. Von 1986 bis 1988 leitete er die Abteilung für Bildung, Gesundheit und Kultur des staatlichen Planungskomitees beim Ministerrat der Estnischen SSR.
Von Mai 1988 bis Dezember 1989 war Loik geschäftsführender Leiter des staatlichen Bildungskomitees der Estnischen SSR. Als das Komitee im Dezember 1989 in der Endphase der Sowjetunion zum Bildungsministerium Estlands umgestaltet wurde, bekleidete Rein Loik das Amt des Bildungsministers in der Regierung von Indrek Toome, des letzten Regierungschefs der Estnischen SSR. Toome übergab am 3. April 1990 sein Amt als Regierungschef dem ersten freigewählten Ministerpräsidenten Estlands nach dem Zweiten Weltkrieg, Edgar Savisaar. Am 20. Januar 1991 erlangte Estland seine staatliche Unabhängigkeit wieder.

## Im freien Estland
Von April 1990 bis Januar 1992 blieb der parteilose Rein Loik Bildungsminister in der Regierung von Edgar Savisaar. Von Januar bis Oktober 1992 hatte Loik dasselbe Amt in der Nachfolgeregierung unter Ministerpräsident Tiit Vähi inne.
Von 1992 bis 1995 war Loik Entwicklungsdirektor der estnischen Fluggesellschaft Estonian Air, die im Dezember 1991 gegründet worden war.
1995/96 war Loik stellvertretender Bürgermeister von Tallinn, bevor er von Dezember 1996 bis 1997 erneut Bildungsminister in der Koalitionsregierung von Tiit Vähi wurde.
Nach seinem Ausscheiden aus dem Kabinett war Loik 1997/98 wieder stellvertretender Bürgermeister von Tallinn. 1997/98 war er kurzzeitig Vorstandsvorsitzender einer Lebensversicherung. Anschließend war er von 1998 bis 2016 Vorstandsvorsitzender des Flughafens Tallinn. Seitdem ist er hauptsächlich als Management-Consultant sowie in der Kommunalpolitik aktiv.

## Sportler

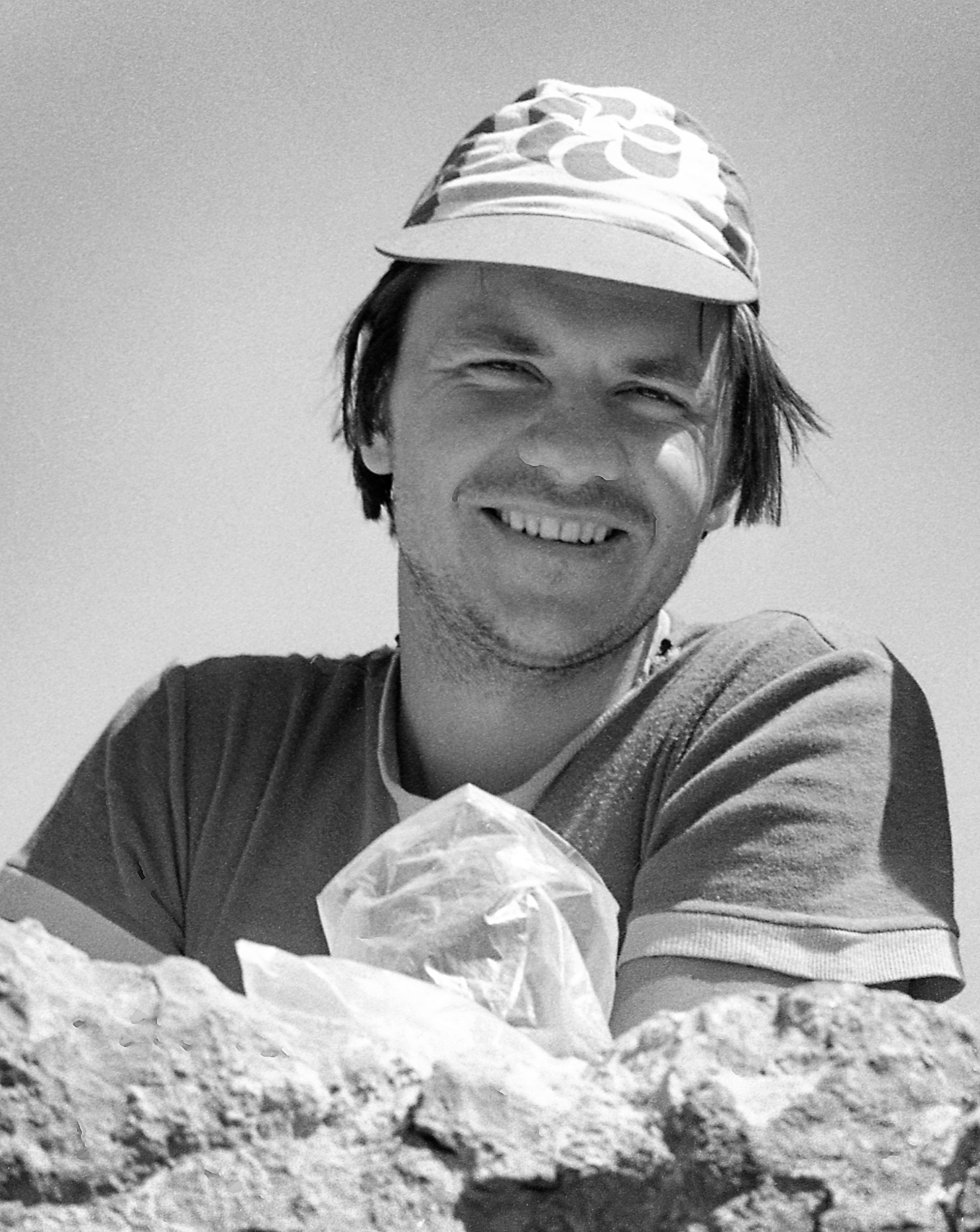
Rein Loik als Bergsteiger (1979)

Rein Loik ist in Estland auch als Sportler bekannt. Zwischen 1975 und 2003 war er als Bergsteiger aktiv. In der Sowjetzeit gelangen ihm einige spektakuläre Erstbesteigungen von Gipfeln im Pamir-Gebirge.
Von 1990 bis 2002 war er Präsident der Estnischen Vereinigung für Schulsport. Daneben gehörte er dem Estnischen Olympiakomitee an. 2017 wurde er Mitglied im Exekutivausschuss des Estnischen Paralympischen Komitees.

## Privatleben
Rein Loik ist mit der estnischen Schwimmerin und Unterwassersportlerin Chris-Helin Loik (geb. Kokk, * 1969) verheiratet.